# Периодические издания по этнографии (русскоязычные)
Периодические издания по этнографии (русскоязычные) — список русскоязычных посвящённых проблемам таких тесно связанных между собой научных дисциплин как этнография, этнология и социально-культурная антропология.

## Критерии списка

### Издания
В списке представлены не все виды периодических и продолжающихся изданий, а только специализированные газеты, научные и научно-популярные журналы, справочные бюллетени, календари книжного типа, сборники научных трудов и статей, альманахи.

### Понимание и соотношение научных дисциплин «народоведения»
Названия научных дисциплин этнография, этнология и социально-культурная антропология часто используются синонимично. Согласно номенклатуре специальностей научных работников, утвержденной Приказом Министерства науки и технологий РФ от 25 января 2000 г. № 17/4, они относятся к историческим наукам и объединены под кодом 07.00.07 (как «Этнография, энтология и антропология»). Также тематика периодических изданий охватывала некоторые смежные дисциплины.
Некоторые периодические издания списка не являются профильными и посвящены наукам находящимся на стыке с этнографией (выделены серым фоном) или вообще другим направлениям, однако, их включение в список обусловлено значительным содержанием материалов по этнографии, этнологии и социально-культурной антропологии.

## В Императорской России
Наиболее серьёзными изданиями этого периода было «Этнографическое обозрѣнiе» (издавалось органом Этнографического отдела ИОЛЕАЭ c 1889 г.) и «Живая старина» (издавалась органом Отдела этнографии РГО с 1890 г.).
| Название                                                                                       | Ответственный | Ответственный | Издательство                    | Период    | Выпуски            | Примечание |
| ---------------------------------------------------------------------------------------------- | ------------- | ------------- | ------------------------------- | --------- | ------------------ | ---------- |
| «Живая старина» журнал                                                                         |               |               | СПб. :                          | 1890—1917 |                    |            |
| «Записки Русскаго Географическаго Общества по Отдѣленiю Этнографiи» сборник                    |               |               | СПб. :                          | 1867—1917 |                    |            |
| «Извѣстiя ИМПЕРАТОРСКАГО Общества Любителей Естествознанiя, Антропологiи и Этнографiи» сборник |               |               | М. : ИОЛЕАЭ                     | 1868—1916 |                    |            |
| — Дневникъ/Труды Антропологическаго Отдѣла сборник                                             |               |               | М. : ИОЛЕАЭ                     | 1868—1916 |                    |            |
| — Труды Этнографическаго Отдѣла сборник                                                        |               |               | М. : ИОЛЕАЭ                     | 1868—1916 |                    |            |
| «Сборникъ Музея Антропологiи и Этнографiи» сборник                                             |               |               | СПб. : ИАН                      | с 1900    |                    |            |
| «Этнографическое обозрѣнiе» журнал                                                             |               |               | М. : Этнографический отдел ИРГО | 1889—1918 | 112 кн. (факт. 88) |            |
| «Этнографическiй сборникъ» сборник                                                             |               |               | СПб. : ИРГО                     | 1853—1864 | 6 вып.             |            |

### Дальний Восток
| Название                                                                     | Ответственный | Ответственный | Издательство      | Период    | Выпуски       | Примечание |
| ---------------------------------------------------------------------------- | ------------- | ------------- | ----------------- | --------- | ------------- | ---------- |
| «Записки Приамурского отдела имп. Русского географического общества» сборник |               |               | СПб., Хабаровск : | 1894—1914 | 40 вып./10 т. |            |
|                                                                              |               |               |                   |           |               |            |

### Кавказ
| Название                                                                              | Ответственный | Ответственный | Издательство | Период | Выпуски | Примечание |
| ------------------------------------------------------------------------------------- | ------------- | ------------- | ------------ | ------ | ------- | ---------- |
| «Записки Кавказскаго отдѣла Императорскаго Русскаго Географическаго общества» сборник |               |               |              |        |         |            |
|                                                                                       |               |               |              |        |         |            |

### Средняя Азия
| Название                                                                  | Ответственный | Ответственный | Издательство | Период    | Выпуски | Примечание |
| ------------------------------------------------------------------------- | ------------- | ------------- | ------------ | --------- | ------- | ---------- |
| «Киргизская степная газета» газета                                        |               |               | Омск :       | 1894—1902 |         |            |
| «Известия Оренбургского отдела Русского географического общества» сборник |               |               | Оренбург :   | 1893—1930 |         |            |

## В Советской России
| Название                                                                     | Ответственный | Ответственный | Издательство | Период            | Выпуски | Примечание |
| ---------------------------------------------------------------------------- | ------------- | ------------- | ------------ | ----------------- | ------- | ---------- |
| «Краткие сообщения Института этнографии» сборник                             |               |               | М. :         | 1946—1963         |         |            |
| «Расы и народы» ежегодник                                                    |               |               | М. :         | с 1971            |         |            |
| «Советская этнография» журнал                                                |               |               | М. :         | 1931—1937, с 1946 |         |            |
| «Советская этнография» сборник                                               |               |               | М.—Л. :      | 1938—1941         |         |            |
| «Труды института антропологии, этнографии и археологии» сборник              |               |               | М.—Л. :      | 1934—1940         |         |            |
| «Труды института этнографии имени Н. Н. Миклухо-Маклая, Новая серия» сборник |               |               | М. :         | с 1947            |         |            |
| «Этнография» журнал                                                          |               |               | М.—Л. :      | 1926—1930         |         |            |

### Кавказ
| Название | Ответственный | Ответственный | Издательство | Период | Выпуски | Примечание |
| -------- | ------------- | ------------- | ------------ | ------ | ------- | ---------- |
|          |               |               |              |        |         |            |
|          |               |               |              |        |         |            |

## В Постсоветской России
| Название | Ответственный                             | Ответственный                          | Издательство                                                        | Период                     | Выпуски                               | Примечание                     |
| --- | ----------------------------------------- | -------------------------------------- | ------------------------------------------------------------------- | -------------------------- | ------------------------------------- | ------------------------------ |
| «Живая старина» научный журнал (филология в т.ч. фольклористика)                                                      | Н. И. Толстой С. Ю. Неклюдов О. В. Белова | (1994—1996) (1996—2010) (2011 — н. в.) | М. : Минкульт РФ. ГРЦРФ (с 1992), ГРДНТ им. В. Д. Поленова (c 2018) | 1994 — н. в. (учр. в 1992) | 116 ном. (на 2022), 4 раза в год      | ISSN 0204-3432 РИНЦ            |
| → см. «Живая старина» 1890—1917                                                                                       | Н. И. Толстой С. Ю. Неклюдов О. В. Белова | (1994—1996) (1996—2010) (2011 — н. в.) | М. : Минкульт РФ. ГРЦРФ (с 1992), ГРДНТ им. В. Д. Поленова (c 2018) | 1994 — н. в. (учр. в 1992) | 116 ном. (на 2022), 4 раза в год      | ISSN 0204-3432 РИНЦ            |
| «Традиционная культура» научный альманах (искусствоведение, история в т.ч. 07.00.07, филология в т.ч. фольклористика) | В. Л. Кляус                               | (2007 — н. в.)                         | М. : Минкульт РФ. ГРДНТ им. В. Д. Поленова                          | 2000 — н. в.               | 90 ном./23 т. (на 2022), 4 раза в год | ISSN 2410-6658 список ВАК РИНЦ |

### Северо-Западная Россия
| Название | Ответственный | Ответственный | Издательство | Период | Выпуски | Примечание |
| -------- | ------------- | ------------- | ------------ | ------ | ------- | ---------- |
| «АРТ»    |               |               |              |        |         |            |
|          |               |               |              |        |         |            |